# Emilia Rydberg
Pour les articles homonymes, voir Rydberg.
Emilia Rydberg, née le 5 janvier 1978 à Stockholm (Suède) et également connue sous le nom d'Emilia Mitiku ou tout simplement Emilia, est une chanteuse suédoise, principalement connue pour son tube Big Big World.

## Biographie
Emilia a été découverte en 1996 par Lars Anderson, fils du manager du groupe ABBA, Stig Anderson. Mais elle se fait connaître plus tard en 1998 grâce à sa chanson intitulée Big Big World.
Son père est le chanteur éthiopien Tèshomè Meteku, sa mère est suédoise.
Elle est aussi membre du groupe Comeback United (comme Coolio, Haddaway, les Weather Girls et autres artistes). Son titre Big Big World est inclus dans le Best of Comeback United (édition allemande) et a participé au single Suvivor en 2004.
En 2009, elle participe au Melodifestivalen, la sélection nationale suédoise pour le Concours Eurovision de la chanson, avec la chanson You're My World. Elle n'arrive cependant qu'à la neuvième place lors de la finale.
En 2012, elle change son nom de scène Emilia en Emilia Mitiku (nom de scène récupéré de son père).

## Discographie

### Singles
- 1998 : Big Big World
- 1998 : Good Sign
- 1999 : Twist of Fate
- 2000 : Sorry I'm in Love
- 2001 : Kiss By Kiss
- 2001 : When You Are Here (avec Oli P)
- 2006 : Var minut
- 2007 : En sång om kärleken
- 2008 : I Won't Cry
- 2008 : I Can Do It
- 2009 : You're My World
- 2009 : Teardrops
- 2012 : Watch the Stars (duo avec Bryan Rice)
- 2012 : Lost Inside (sous le nom d'Emilia Mitiku)
- 2012 : So Wonderful (sous le nom d'Emilia Mitiku)